# Dominique Franceschi
Pour les articles homonymes, voir Franceschi.
Dominique Franceschi, né le 10 mars 1921 à Marseille et mort le 3 avril 2001 à Marseille, est un joueur de football français. Durant sa carrière, il évolue au poste de milieu de terrain.

## Carrière
Dominique Franceschi évolue avec l'équipe réserve de l'Olympique de Marseille lors de la saison 1940-1941. De 1941 à 1942, il fait partie des Chantiers de la jeunesse française, une organisation paramilitaire, dans le cadre du Service du travail obligatoire. 
Il retourne à l'OM pour la saison 1942-1943, jouant 9 matchs et marquant 3 buts dans le Championnat de guerre. Il intègre l'Équipe fédérale Marseille-Provence mise en place par le régime de Vichy pour la saison 1943-1944 ; il joue 17 matchs et inscrit 8 buts. L'Olympique de Marseille dispute son dernier championnat de guerre lors de la saison 1944-1945, dans laquelle Franceschi joue 21 matchs. 
Après la Seconde Guerre mondiale, Franceschi évolue encore deux saisons avec l'Olympique de Marseille de 1946 à 1948 ; il dispute 34 matchs de première division. Il rejoint ensuite le Lyon olympique universitaire en deuxième division où il termine sa carrière en 1950.

## Palmarès
- Champion de France en 1948 avec l'Olympique de Marseille

## Statistiques
Au cours de sa carrière et en ne comptabilisant pas les championnats de guerre, Dominique Franceschi dispute 35 matchs en Division 1 (pour 3 buts)  et 24 matchs en Division 2 (pour 5 buts),.